# Skogskornell

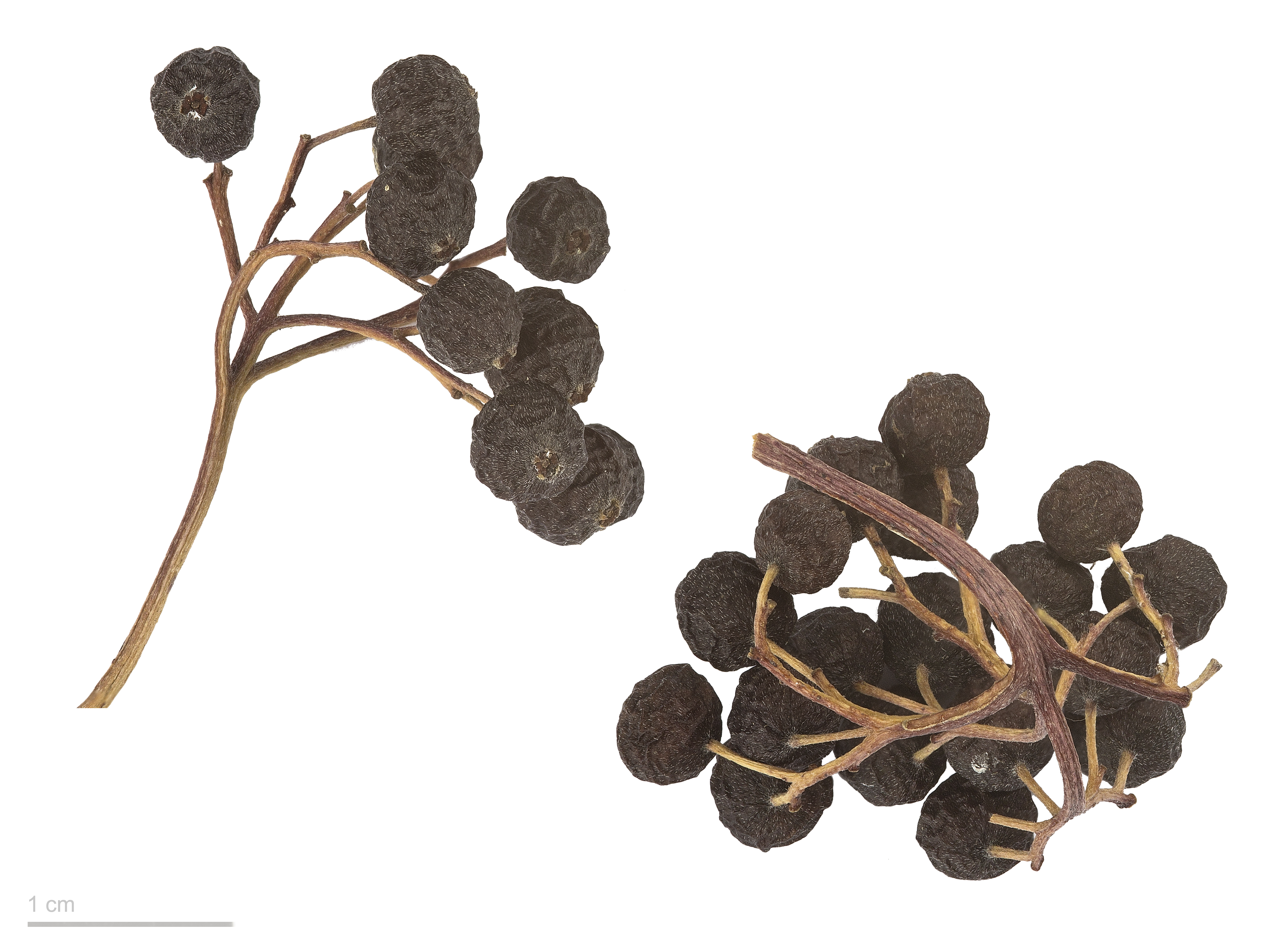
Cornus sanguinea

Skogskornell eller hårdved (Cornus sanguinea) är en växtart i familjen kornellväxter som förekommer naturligt från Europa till Turkiet och Centralasien. I Sverige finns den på lummiga skogsängar norrut upp till Östergötland och Västergötland, och i Norge i landets lägre, sydöstra trakter från Oslo upp till Ringerike. Arten betraktas som sällsynt i Norden. Skogskornell planteras dock ofta som prydnadsväxt.
Skogskornell är en 2–3 meter hög buske och utmärker sig med sin yviga och lummiga krona, stora blomställningar, och kvistar som på vintern får en livligt korallröd färg. De blåsvarta stenbären är beska och osmakliga och lämnas av människan i fred så att de kan bli mat till fåglarna. 
En jämförelse med benved visar stora likheter i helheten, särskilt i blommans uppbyggnad, de hela, motsatta bladen, den fyrtaliga blomman, den stora disken, det i blomaxeln nedsänkta fruktämnet och det enkla stiftet. Olikheten består framför allt i den endast tvårummiga frukten hos skogskornell, som dessutom är ett stenbär. 
Hos skogskornell är veden utomordentligt hård, seg och jämn och liknar den till träsnittsstockar använda buxbomen.

## Underarter
- subsp. sanguinea - har mest raka enkla hår på bladundersidorna och endast få dubbelhår (Norden, Skottland och norra Ryssland, västra Turkiet).
- subsp. australis - majoriteten av håren på bladundesidorna är T-formade (från sydöstra Europa till Turkiet, Syrien, Kaukasus och norra Iran.

Även subsp. cilicica (Wangerin) Chamberlain och subsp. hungarica (Kárpáti) Soó förekommer i litteraturen.

## Synonymer

### Svenska synonymer
Äldre namn är benved, hårdved och vildkornell.
Detta ska inte förväxlas med skogstry, som i vissa trakter också kallas hårdved.

## Externa länkar

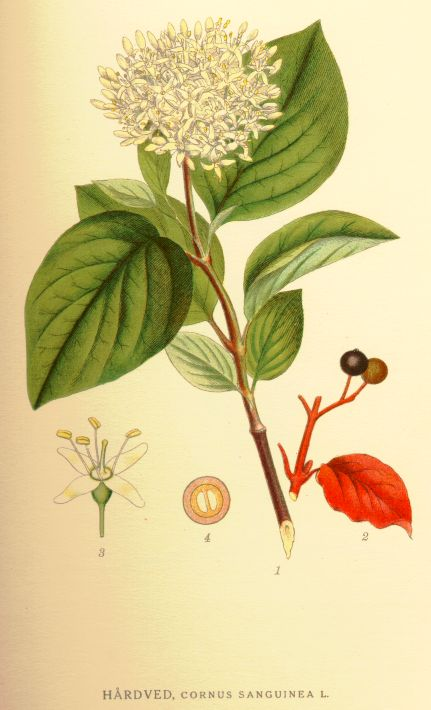

### Vetenskapliga synonymer
subsp. sanguinea
Cornus sanguinea var. viridissima Dieck
Swida sanguinea (L.) Opiz
Thelycrania sanguinea (L.) Fourr.
subsp. australis (C. A. Mey.) Jáv.
Cornus australis C. A. Mey. 
Swida australis (C. A. Mey.) Pojark. ex Grossh.
Thelycrania australis (C. A. Mey.) Sanadze